# A.S.D. Manzanese
Associazione Sportiva Dilettantistica Manzanese là một câu lạc bộ bóng đá Ý, có trụ sở tại Manzano, Friuli-Venezia Giulia.

## Lịch sử
Câu lạc bộ được thành lập vào năm 1919.
Trong mùa giải 2009-10, đội đã chơi một mùa duy nhất ở Serie D.

## Màu sắc và huy hiệu
Màu sắc của đội là cam và đen.

## Danh hiệu
- liên_kết= Regional Coppa Italia Friuli   - Venezuela Giulia:
  - Chiến thắng 1: 2011-12